# Michel Mercier

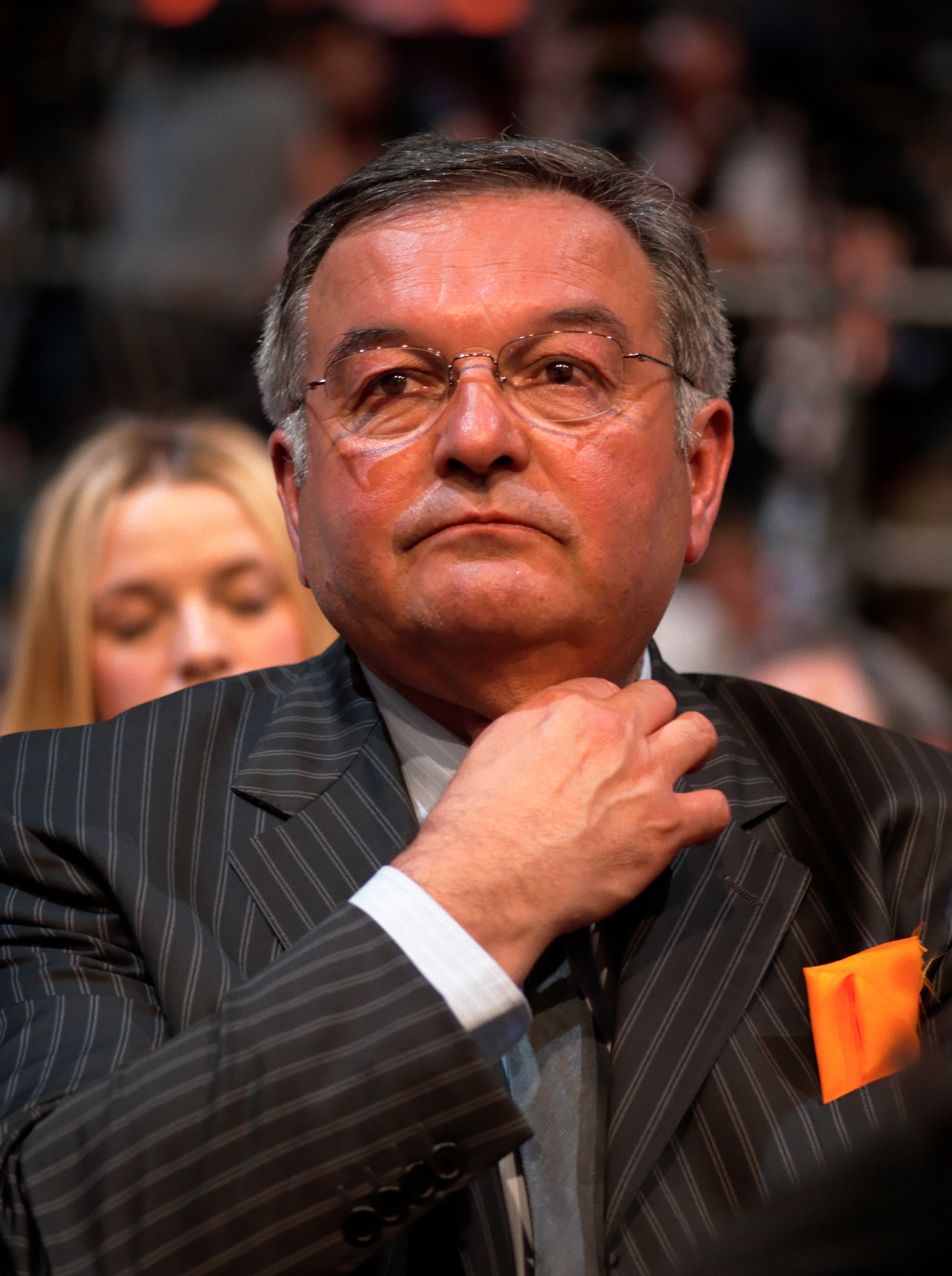
Michel Mercier (2007)

Michel Mercier (* 7. März 1947 in Bourg-de-Thizy, Département Rhône) ist ein französischer Politiker (UDF, MoDem, UDI). Er war 1995–2009 und 2012–2017 Senator, von 2009 bis 2010 Minister für den ländlichen Raum und von 2010 bis 2012 Justizminister.

## Leben
Mercier studierte öffentliches Recht an der Universität Lyon III und Politikwissenschaft am Institut d’études politiques de Lyon. Nach seinem Studium unterrichtete er als Dozent für Kommunalrecht und -finanzen an der juristischen Fakultät Universität Lyon III. 
Ab 1971 gehörte Mercier dem Gemeinderat von Thizy an, 1977 wurde er zum Bürgermeister gewählt und hatte dieses Amt bis 2001 inne. Er war zunächst Mitglied der christdemokratischen Partei CDS, die ab 1978 zum bürgerlichen Parteienbündnis Union pour la démocratie française (UDF) gehörte. Von 1978 bis 2015 gehörte Mercier zum Generalrat des Départements Rhône an, von 1990 bis 2013 war er dessen Präsident. Von 1992 bis 1993 war Mercier zudem Vizepräsident des Regionalrats von Rhône-Alpes. Im Mai 1993 rückte er für den verstorbenen Abgeordneten Alain Mayoud in die Nationalversammlung nach, wo er bis September 1995 den 8. Wahlkreis des Départements Rhône vertrat. Von 1994 bis 2001 war Mercier Präsident des Gemeindeverbands pays d'Amplepuis Thizy.
Vom 2. Oktober 1995 bis 23. Juli 2009 war Mercier Mitglied des Senats für das Département Rhône. Das CDS ging 1995 in der Partei Force démocrate auf, deren Schatzmeister Mercier war. Die UDF wandelte sich 1998 von einem Parteienbündnis in eine einheitliche Partei um, die Force démocrate löste sich auf. Mercier war Vorsitzender des UDF-Verbands im Départemen Rhône. Von 2002 bis 2009 war er außerdem Vorsitzender der Fraktion Union centriste bzw. Union centriste-UDF im Senat. Nach der Spaltung der UDF schloss sich Mercier dem Mouvement démocrate (MoDem) an, war dessen Schatzmeister und Vorsitzender im Département Rhône. Als Fraktionsvorsitzender der Union centriste setzte sich Mercier dafür ein, dass Senatoren der beiden UDF-Nachfolgeparteien MoDem und Nouveau Centre (NC) in einer gemeinsamen Senatsfraktion blieben. Anlässlich der Kommunalwahl in Lyon kam Mercier 2008 in Konflikt mit dem Parteivorsitzenden François Bayrou: Mercier wollte ein Bündnis mit der konservativen UMP unter Dominique Perben bilden, Bayrou bestand darauf, dass das MoDem allein antrat. Mercier trat als Vorsitzender des MoDem-Départementverbands zurück, im folgenden Jahr verzichtete er auch auf den Schatzmeisterposten. 

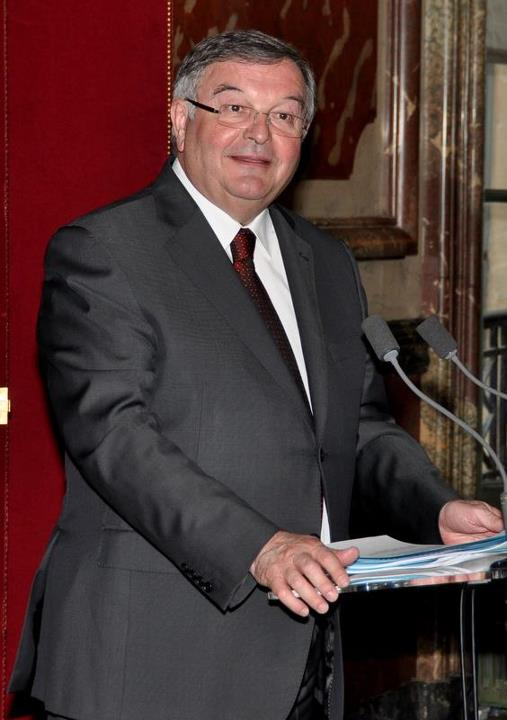
Michel Mercier (2012)

Im Zweiten Regierungskabinett von François Fillon (UMP) war Mercier vom 23. Juni 2009 bis 13. November 2010 Minister für den ländlichen Raum und Raumplanung. Von seiner Partei MoDem, die in Opposition zu dieser Regierung stand, nahm er unterdessen eine „Auszeit“. Vom 14. November 2010 bis 15. Mai 2012 war er im Kabinett Fillon III als Nachfolger von Michèle Alliot-Marie Justizminister von Frankreich. Im Juni 2012 wurde er erneut in den Senat gewählt, anschließend schloss er sich der Union des démocrates et indépendants (UDI) an, 2014 erfolgte seine Wiederwahl. Von 2013 bis 2017 war Mercier Bürgermeister der Gemeinde Thizy-les-Bourgs, zu der sein Heimatort Thizy inzwischen gehört. Von 2013 bis 2015 war er Vizepräsident des Generalrats von Rhône. Seit 2014 ist er außerdem Präsident des Gemeindeverbands Communauté d’agglomération de l’Ouest Rhodanien, zu dem Tarare, Thizy-les-Bourgs und weitere Gemeinden gehören. 2016 trat er wieder dem MoDem bei und gehört seither dem Exekutivbüro der Partei an.
Der Senatspräsident Gérard Larcher schlug Mercier im Juli 2017 für einen Posten im Conseil constitutionnel (Verfassungsrat) vor, wo er den Platz Nicole Belloubets einnehmen sollte. Eine Woche später machte die Zeitung Le Canard enchaîné publik, dass Mercier seine beiden Töchter jahrelang als parlamentarische Assistentinnen beschäftigt hatte. Die jüngere der beiden bezog für eine halbe Stelle ein Gehalt von 2000 Euro pro Monat, während sie zugleich am University College London tätig war und dort auch ihren Wohnsitz hatte. Zudem sind kaum Beiträge zur Senatsarbeit von ihr nachweisbar. Nachdem Ermittlungen wegen Veruntreuung öffentlicher Mittel gegen ihn eingeleitet worden waren, verzichtete Mercier auf seinen Sitz im Verfassungsrat. Auch Merciers Ehefrau war 14 Jahre lang als seine parlamentarische Mitarbeiterin angestellt. Im September 2017 legte er auch sein Senatsmandat nieder.